# 전남친
24 FLAKKO은 대한민국의 래퍼다. 2018년 정규 앨범 《Blood Ink》로 정식 데뷔했다.

## 방송
- 쇼미더머니 777 (2018) - Top60

## 공연
- WATERBOMB 2018 - 부산 (2018)
- ALL DAY OUT 2019 Seoul (올데이아웃 2019 서울) (2019)
- Amoeba Culture 15th Anniversary "THEN TO NOW" LIVE SHOW (2020)
- 2023 인천 워터밤
- 2023 부산 포세이돈
- 2023 광주 포세이돈